# Emil Vorbrugg
Emil Vorbrugg (* 1997 in München) ist ein deutscher Schauspieler und Designer.

## Leben
Emil Vorbrugg wuchs in München auf und sammelte von 2017 bis 2019 erste Schauspielerfahrungen unter Anja Sczilinski am Jungen Residenztheater München. Ab 2020 wirkte er an der Hochschule für Fernsehen und Film München (HFF) in zahlreichen Kurzfilmen mit und besuchte 2022 den Workshop „Working with Actors 2022 mit Marie Noëlle“.
Parallel zu seiner schauspielerischen Laufbahn studierte er Theaterwissenschaft an der Ludwig-Maximilians-Universität München und Design an der Hochschule München.
Seine erste Fernsehrolle übernahm er 2020 in der Serie Katakomben (Joyn), in der er unter der Regie von Jakob Erwa die Rolle des Felix verkörperte. Bekannt wurde er durch Rollen in Fernsehproduktionen wie Tatort München – Schau mich an (ARD, 2023), Ein Krimi aus Passau – Zeit zu beten (ARD, 2022), SOKO Donau – Schlussakkord (ZDF/ORF, 2022) sowie Polizeiruf 110 – Jenseits des Rechts (ARD, 2024) unter der Regie von Dominik Graf.

## Filmografie (Auswahl)
- 2020: Katakomben – Regie: Jakob Erwa, Produktion: Neue Super, Rolle: Felix (Joyn)
- 2022: Ein Krimi aus Passau – Zeit zu beten – Regie: Johanna Moder, Produktion: Hager Moss Film, Rolle: Ben Strobel (ARD)
- 2022: SOKO Donau – Schlussakkord – Regie: Eva Spreitzhofer, Produktion: SATEL Film, Rolle: Marco Thalmann (ZDF/ORF)
- 2023: Tatort München – Schau mich an – Regie: Christoph Stark, Produktion: Bavaria Fiction, Rolle: Paul Reiser (ARD)
- 2024: Polizeiruf 110 – Jenseits des Rechts – Regie: Dominik Graf, Produktion: Provobis (ARD)